# Петер Цайдлер
Петер Цайдлер (нім. Peter Zeidler; нар. 8 серпня 1962) — німецький футбольний тренер. Головний тренер клубу німецької Бундесліги «Бохум».
Цайдлер розпочав свою тренерську кар'єру з молодіжною командою VfB Stuttgart, де він працював з 1984 по 1992 рік. Після роботи тренером у SV 03 Tübingen, який він очолював, двічі підвищившись з окружної ліги до ліги Württemberg, і TSV Böbingen, він став помічником тренера у VfB Stuttgart. Звідти він перейшов до ФК Аален помічником тренера, де він також був головним тренером з 2002 по 2004 рік. Через три роки Цайдлера призначили тренером ФК Нюрнберг II. Після річного періоду на посаді головного тренера Штутгартер Кікерс він три роки працював асистентом Ральфа Рангніка в Гоффенгайм 1899, перш ніж у 2011 році приєднатися до команди французької Ліги 2 ФК Тур як головний тренер. У 2012 році він перейшов до ФК Ліферінг, другої команди Ред Булл Зальцбург. 22 червня 2015 року став головним тренером першої команди. 3 грудня 2015 року його змінив Томас Леч, який, як і Цайдлер, також працював з ФК Ліферінг.